# Accord de libre-échange entre les États-Unis et la Corée du Sud

Les USA (orange) et la Corée du Sud (vert) sur la carte du monde.

L'accord de libre-échange entre les États-Unis et la Corée du Sud est un accord de libre-échange entré en application en mars 2012 entre les États-Unis et la Corée du Sud. C'est l'accord de libre-échange le plus important qu'a mis en application les États-Unis depuis la création de l'ALENA.

## Histoire
Les négociations autour du traité ont démarré en février 2006, pour se conclure en avril 2007. Le 30 juin 2007, l'accord est signé, avant de l'être à nouveau sur une version renégociée en décembre 2010. Le congrès américain a notamment exigé une renégociation des accords pour intégrer des questions sur le droit du travail et sur droit de l'environnement.
L'accord est l'objet de prise de position durant l'élection présidentielle de 2008, où notamment Barack Obama, s'y oppose notamment pour la question du commerce automobile et du maintien de l'emploi dans ce secteur. La négociation de l'accord en 2010 porte sur ce dernier point, ainsi que sur le commerce de viande bovine.
Le 12 octobre 2011, le sénat américain vote à 83 pour et 15 contre, alors que le même jour la chambre des représentants vote à 278 pour et 151 contre. 
Le 22 novembre 2011, l'assemblée nationale de la Corée du Sud vote favorablement pour l'accord à 151 pour, 7 contre et 12 abstentions. Le texte est par la suite ratifié par le président de la Corée du Sud, Lee Myung-bak, le 29 décembre 2011. Puis fait l'objet de manifestations durant le mois de décembre de la même année,.

## Problématique autour de l'accord
L'accord a fait l'objet d'une importante opposition notamment en Corée du Sud, sur notamment les questions de maintien des emplois agricoles dans un contexte d'agriculture aidée. Un autre sujet important de l'accord est le marché automobile qui constitue une grande partie du commerce entre les deux pays, l'accord devant être sur ce point positif pour la balance commerciale coréenne, qui exporte de nombreux véhicules. Une troisième problématique, avant l'accord, est la question de l'interdiction par la Corée du Sud d'importations de la viande bovine en provenance des États-Unis.